# Вотсон (Міссурі)
Вотсон (англ. Watson) — селище (англ. village) в США, в окрузі Атчісон штату Міссурі. Населення — 61 особа (2020).

## Географія
Вотсон розташований за координатами 40°28′48″ пн. ш. 95°37′25″ зх. д. / 40.48000° пн. ш. 95.62361° зх. д. (40.479906, -95.623480).  За даними Бюро перепису населення США в 2010 році селище мало площу 0,28 км², уся площа — суходіл.

## Демографія
Згідно з переписом 2010 року, у селищі мешкало 100 осіб у 40 домогосподарствах у складі 28 родин. Густота населення становила 356 осіб/км².  Було 47 помешкань (167/км²).
Расовий склад населення:
| - 100,0 % — білих |

До двох чи більше рас належало 0,0 %. Частка іспаномовних становила 0,0 % від усіх жителів.
За віковим діапазоном населення розподілялося таким чином: 21,0 % — особи молодші 18 років, 64,0 % — особи у віці 18—64 років, 15,0 % — особи у віці 65 років та старші. Медіана віку мешканця становила 38,7 року. На 100 осіб жіночої статі у селищі припадало 117,4 чоловіків;  на 100 жінок у віці від 18 років та старших — 139,4 чоловіків також старших 18 років.
Середній дохід на одне домашнє господарство  становив 41 189 доларів США (медіана — 35 000), а середній дохід на одну сім'ю — 45 827 доларів (медіана — 38 750). За межею бідності перебувало 13,0 % осіб, у тому числі 42,9 % дітей у віці до 18 років та 0,0 % осіб у віці 65 років та старших.
Цивільне працевлаштоване населення становило 21 осіб. Основні галузі зайнятості: роздрібна торгівля — 33,3 %, мистецтво, розваги та відпочинок — 23,8 %, виробництво — 19,0 %.